# Tschunga-Tschanga
Tschunga-Tschanga (russisch Чунга-Чанга) ist ein russischsprachiges Kinderlied aus dem Jahr 1970. Es handelt von einer gleichnamigen, fiktiven Südseeinsel, deren Bewohner das Leben sorgenlos genießen.
Das Lied wurde eigens für den Sojusmultfilm-Zeichentrickfilm Katerok (russisch Катерок kleines Kutterboot) verfasst. Die Musik wurde von Wladimir Schainski komponiert, der Text stammt von Jurij Entin. Gesungen wurde das Lied von Anatolij Gorochow und Aida Wedischewa.

## Inhalt

### Liedtext
| Russisch | Transkription | Übersetzung |
| --- | --- | --- |
| Чунга-Чанга, синий небосвод, Чунга-Чанга, лето круглый год. Чунга-Чанга, весело живём, Чунга-Чанга, песенку поём. Чудо-остров, чудо-остров, Жить на нём легко и просто, Чунга-Чанга. Наше счастье постоянно, Жуй кокосы, ешь бананы, Чунга-Чанга. Чунга-Чанга, места лучше нет, Чунга-Чанга, мы не знаем бед. Чунга-Чанга, кто здесь прожил час, Чунга-Чанга, не покинет нас! | Tschunga-Tschanga, siniy neboswod, Tschunga-Tschanga, leto krugly god, Tschunga-Tschanga, weselo dschiwom, Tschunga-Tschanga, pesenku pojom. Tschudo-ostrow, tschudo-ostrow, Dschit na njom lechko i prosto, Dschit na njom lechko i prosto, Tschunga-Tschanga. Nasche stschaste postojanno, Dschuj kokosy, jesch banany, Tschunga-Tschanga. Tschunga-Tschanga, mesta lutsche njet, Tschunga-Tschanga, my ne snajem bed, Tschunga-Tschanga, kto sdes prodschil tschas, Tschunga-Tschanga, ne pokinet nas! | Tschunga-Tschanga, dunkelblauer Himmel, Tschunga-Tschanga, Sommer das ganze Jahr, Tschunga-Tschanga, wir leben glücklich, Tschunga-Tschanga, wir singen ein Liedchen. Wunderinsel, Wunderinsel, auf ihr einfach und entspannt zu leben, Tschunga-Tschanga. Unser Glück bleibt gleich, Kau Kokosnüsse, iss Bananen, kau Kokosnüsse, iss Bananen, Tschunga-Tschanga. Tschunga-Tschanga, es gibt keinen besseren Ort, Tschunga-Tschanga, wir kennen keine Armut, Tschunga-Tschanga, wer hier eine Stunde lebte, Tschunga-Tschanga, verlässt uns nicht! |

### Zeichentrickanimation
Im Zeichentrickfilm Katerok wird das Lied von zwei jungen Inselbewohnern Tschunga-Tschangas sowie einer Giraffe und einem Papagei gesungen. Im Cartoon strandete das Kutterboot, von dem der Zeichentrickfilm handelt, auf Tschunga-Tschanga und wird von den Inselbewohnern zur Weiterfahrt wieder ins Meer befördert. Die beiden Inselbewohner sind dabei pechschwarz und fast unbekleidet dargestellt, dazu werden sie als äußerst primitiv porträtiert. Dabei bedient man sich in deren Darstellung auch typischer Klischees von Schwarzen, beispielsweise einer äußerst krausen und lockigen Kopfbehaarung und voluminöser Lippen.
Im Film Katerok wurde zudem auch das „moderne“ Leben von Kindern in der Sowjetunion gezeigt, die über Krankenhäuser, Schulen und den Zugang zu Medien verfügen, was einen krassen Kontrast zum einfachen Lebensstil der Einwohner Tschunga-Tschangas darstellt.

## Rezeption
In Russland und Ländern der ehemaligen Sowjetunion erfreut sich das Kinderlied weiterhin großer Beliebtheit. So sind mehrere russische Kindertheater nach dem Lied benannt.
Die Darstellung Schwarzer als sorgenlos und primitiv findet sich auch in anderen sowjetischen Zeichentrickfilmen und Liedern aus der Zeit wieder und prägte das Bild Afrikas als besonders rückständigen Kontinent im sowjetischen Raum nachhaltig. Auch wenn die Darstellung Afrikas zunächst positiv erscheine, so sei sie laut Raphael Green von der African American Intellectual History Society vor allem als bevormundend einzuordnen.
Im Zeitraum der Perestroika leistete die Sowjetunion Entwicklungshilfe an Länder der Dritten Welt, während der Lebensstandard der Sowjetbevölkerung abnahm. Unter anderem durch die stereotype Darstellung in Film und Musik wie in Tschunga-Tschanga – obgleich das Lied im Zeitraum der Perestroika schon 16 Jahre existierte – wurde Afrika als undankbarer „Sündenbock“ wahrgenommen, wodurch rassistische Ressentiments gegenüber Schwarzen geschürt wurden. Dass die Inselbewohner im Lied mit Tieren kommunizierten, wurde von Journalisten der englischen Zeitung The Guardian als rassistisch kritisiert, da dies impliziere, Schwarze hätten mehr mit Tieren als mit Russen gemeinsam.

## Trivia
Im Januar 2020 tätigten zwei Russen einen Scherzanruf an den englischen Prinzen Harry, in dem sie vorgaben, die schwedische Klimaaktivistin Greta Thunberg und ihr Vater zu sein. In diesem Anruf warnten sie Prinz Harry unter anderem davor, dass dem US-Präsidenten Donald Trump nahestehende Unternehmen versuchen würden, die Insel Tschunga-Tschanga zum Rohstoffgewinn auszubeuten. Der Anruf sorgte Monate später für Schlagzeilen in britischen Medien.